# Ichthyodes affinis
Ichthyodes affinis är en skalbaggsart som beskrevs av Stefan von Breuning 1939. Ichthyodes affinis ingår i släktet Ichthyodes och familjen långhorningar. Inga underarter finns listade i Catalogue of Life.